# Androstephium coeruleum
Androstephium coeruleum hay Androstephium caeruleum là một loài thực vật có hoa trong họ Măng tây. Loài này được George Heinrich Adolf Scheele mô tả khoa học đầu tiên năm 1852 dưới danh pháp Milla coerulea (= Milla caerulea). Năm 1890 Edward Lee Greene chuyển nó sang chi Androstephium.

## Hình ảnh

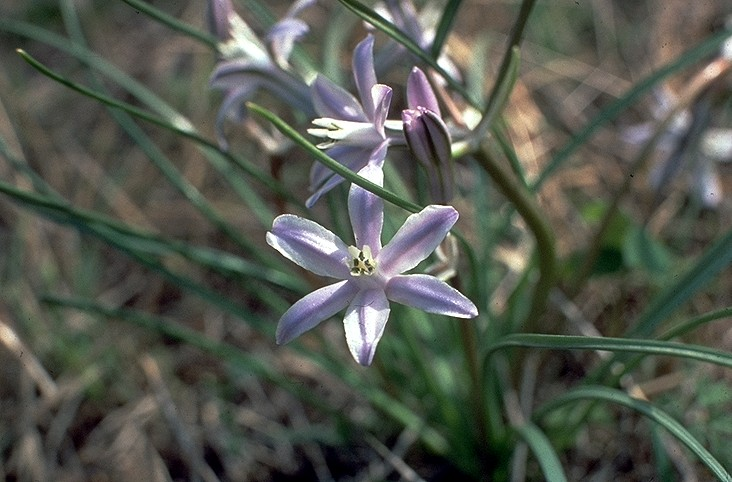
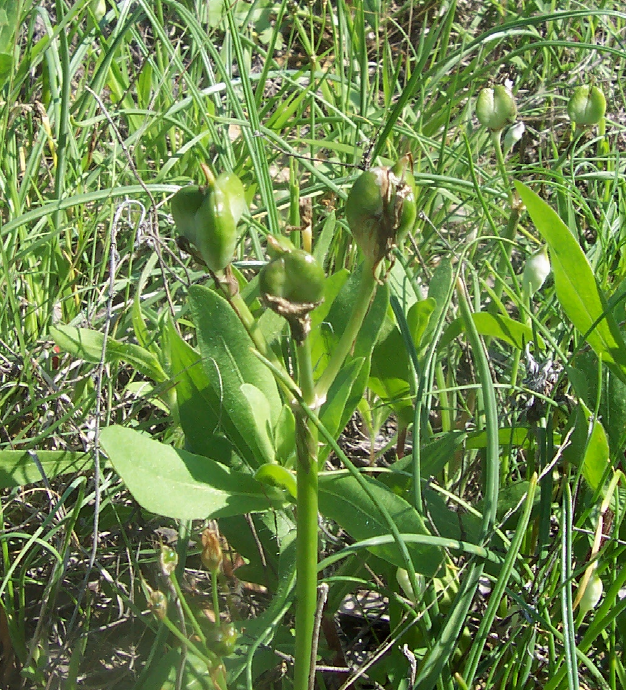
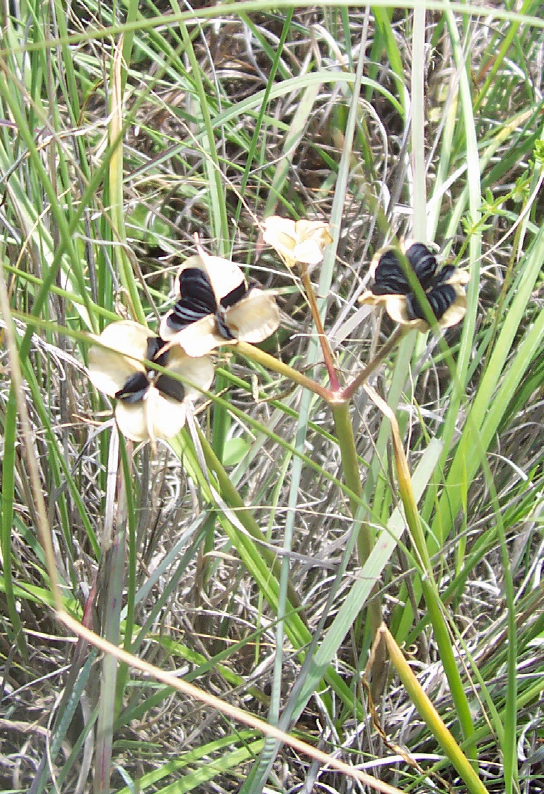
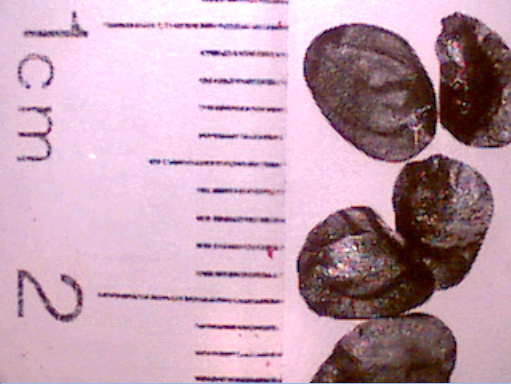
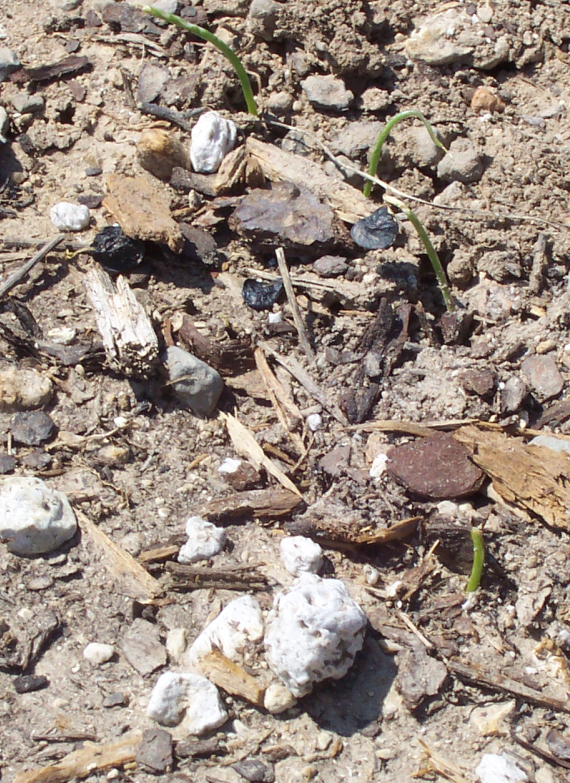
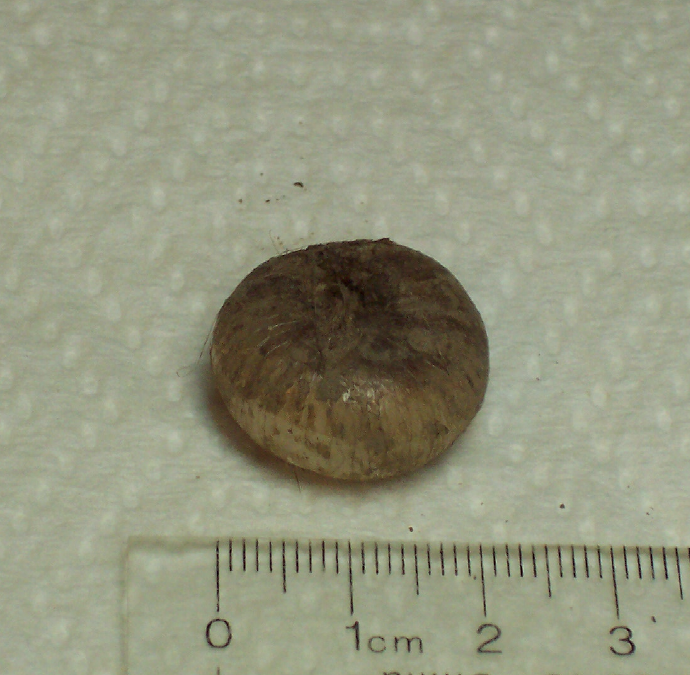